# Lesnaja (Kraj Zabajkalski)
Lesnaja (ros. Лесная) – osiedle przy stacji w Rosji, w Kraju Zabajkalskim, w rejonie czytyńskim. W 2010 liczyło 784 mieszkańców.